# Валентина Топузова
Валентина Топузова-Торбова е една от най-изтъкнатите преводачки от немски език в България. Заедно със съпруга си Цеко Торбов през 60-те и 70-те години на XX век прави преводите на основните съчинения на Имануел Кант (критиките, пролегомените и др.), превежда самостоятелно „Естетика“ на Фридрих Шилер и други.

## Биография
Родена е на 13 май 1918 г. в Кюстендил, в дома на родителите на майка си, семейство Хаджиколеви. На 16 години постъпва в италианското училище в София. Там учител по немски език ѝ става Цеко Торбов (тогава на 35). По-късно Валентина Топузова завършва немска филология с втора специалност италиански език и трета — философия.

## Цитати
„Мисля, че най-трудното и най-ценното качество на човека в отношенията с другите е да се старае да ги разбира и да бъде добър към тях, без да изневерява на себе си.“